# Riesgo bancario
El concepto de riesgo bancario se refiere a todos los distintos tipos de riesgos que enfrentan las instituciones bancarias cuando llevan a cabo sus actividades. Normalmente, este varía dependiendo del tipo de negocios que desarrolle dicha institución.

## Definición
Un banco es un tipo especial de empresa, que capta dinero del público, estos recursos del exterior, conjuntamente con los recursos propios de la entidad son transferidos  en forma de préstamos, a terceros, que pagan intereses por el uso del dinero.
Así, usualmente los recursos con los que un banco genera sus ingresos son, en parte propios (patrimonio o capital), y mayoritariamente ajenos (depósitos del público). Por ello, dado que la mayoría del dinero que un banco administra no le pertenece, la gestión bancaria requiere un proceso constante de evaluación y medición de los riesgos a los que se exponen los recursos de los depositantes en las operaciones de la entidad.
Estos riesgos, en conjunto, se denominan riesgo bancario y su administración suele ser regulada por los organismos supervisores de la banca (Superintendencias) en cada país individual.
Una preocupación básica de estos organismos es asegurar que cada entidad bancaria pueda devolver los depósitos del público, lo que requiere de un nivel adecuado de capital para que, en caso de una pérdida, ésta se cubra con recursos propios y no con dinero del público. Por ello, cada entidad debe tener un capital proporcional a los recursos que arriesga y al nivel de riesgo al que los expone. Esta relación entre lo propio y lo arriesgado se conoce como Nivel de Solvencia, y determinar su proporción ideal es objeto de esfuerzos internacionales...

## Tipos de riesgos
- Riesgo crediticio:  se refiere a la posibilidad de tener grandes pérdidas por el motivo de que un cliente no cumpla con las obligaciones de crédito a las cuales se comprometió.
- Riesgo de liquidez:  se refiere a la posibilidad de que se produzcan pérdidas excesivas por causa de las decisiones tomadas en pro de disponer de recursos rápidamente para poder cumplir con los compromisos presentes y futuros.
- Riesgo cambiario: este se refiere a la posibilidad de pérdidas por las variaciones en las tasas de cambio de las diferentes monedas con las cuales una institución financiera realiza operaciones o tiene recursos invertidos.
- Riesgo de tasa de interés: este se refiere a la disminución del valor de los activos o del patrimonio de una entidad debido a las variaciones en las tasas de interés, lo cual puede conducir a que la institución tenga graves pérdidas.

## Protección contra el riesgo
Con el propósito de proteger a los ahorradores y clientes de las instituciones bancarias al sistema financiero y, por consiguiente, a la economía nacional, existen entidades que controlan las actividades que llevan a cabo estas instituciones, buscando mantener en niveles aceptables los diferentes tipos de riesgo y evitar, por lo tanto, la posibilidad de grandes pérdidas.
En cada país existen dichos entidades reguladoras, como normalmente son las Superintendencia Bancaria y el Banco Central de cada país (casi siempre el emisor de la moneda).
Sin embargo, a nivel mundial, el mayor representante de estos esfuerzos es el Comité de Basilea para la Supervisión Bancaria (llamado así porque se reúne en Basilea, Suiza), que agrupa a los representantes de bancos centrales y supervisores de entidades financieras de 10 países. Este Comité trabaja identificando prácticas bancarias sanas, con las que reconoce principios básicos, los cuales difunde mundialmente. Cualquier país, de acuerdo con el grado de desarrollo de su sistema financiero, puede adoptar conjuntos de prácticas y principios según sus necesidades.
Se reconocen dos conjuntos de principios, uno emitido en 1988, llamado “Acuerdo de Capital de Basilea”, que reúne prácticas básicas en riesgo bancario, actualizados posteriormente en los acuerdos denominados “Basilea II” y “Basilea III”, donde se establecen formas más avanzadas de administrar dicho riesgo.